# Rift del Mar Rosso

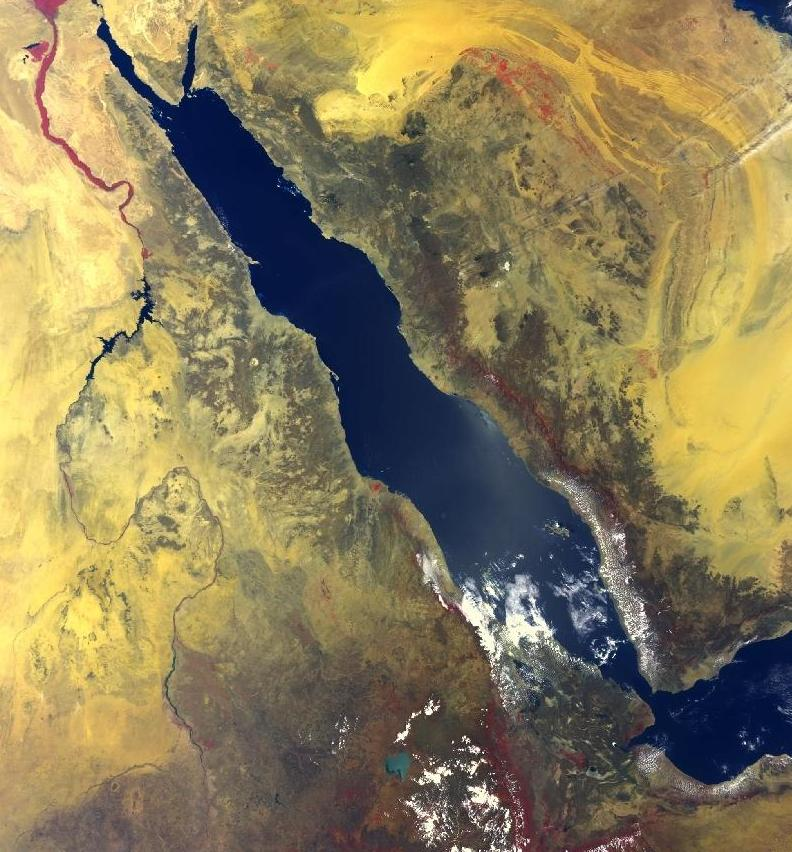
Vista satellitare dell'area del Mar Rosso

Il rift del Mar Rosso è un centro di divergenza tra due placche tettoniche, la placca africana e la placca araba. Si estende dal sistema di faglie del Mar Morto fino all'intersezione con la dorsale di Aden e il rift dell'Africa orientale, per formare la tripla giunzione di Afar, nel triangolo di Afar del Corno d'Africa.
Il rift del Mar Rosso ha subito una transizione da rift continentale a rift oceanico. Le anomalie magnetiche suggeriscono che la velocità di divergenza su entrambe le sponde del Mar Rosso sia di circa 1 cm/anno. La placca africana ha una velocità di rotazione di 0,9270 gradi per milione di anni, mentre la velocità di rotazione della placca araba è di 1,1616 gradi/milione di anni.

## Modellazione della divergenza
L'evoluzione tettonica di questa regione viene interpretata da un modello in due stadi. Il primo grande movimento del rift avvenne tra il primo e il medio Eocene, seguito da una più ampia divergenza tra il tardo Eocene e l'inizio dell'Oligocene. Ci fu poi un periodo di circa 30 milioni di anni senza movimenti, durante i quali si depositarono grandi quantitativi di evaporite.
Dopo questo periodo di quieta deposizione, un nuovo periodo di attività ebbe inizio circa 5 milioni di anni fa. Questa nuova fase di divergenza causò un forte disturbo ai sedimenti depositatisi in precedenza, creando una situazione di instabilità a causa della separazione tra la crosta e i sedimenti, mentre si sviluppava la fossa assiale. La normale fagliazione lungo la valle del rifting durante i terremoti indica che il movimento distensivo è ancora in corso.

## Meccanismo di rifting
Per spiegare il meccanismo di rifting è stato proposto un processo in tre stadi.
Nelle prime fasi del rifting si sviluppò un'anomalia termica nel mantello terrestre, che provocò la risalita dell'astenosfera e l'assottigliamento della litosfera sub-crostale continentale. Tra i vari meccanismi proposti per questo effetto c'è l'assottigliamento termico convettivo.
Questa prima fase fu seguita da una decompressione conseguente alla risalita, dovuta allo stiramento e assottigliamento della crosta. Questi due fenomeni possono avvenire sia secondo un modello estensionale simmetrico di puro sforzo di taglio, che secondo un modello asimmetrico di distacco-delaminazione. Durante lo stiramento e l'assottigliamento possono avvenire iniezioni di dicchi basaltici in una stretta zona assiale. 
L'espansione del fondale oceanico inizia con strisce di anomalie magnetiche di tipo Vine-Matthews. Si instaura una propagazione assiale del rift oceanico che dà luogo a un asse continuo di divergenza. Il rift può anche essere intersecato da zone di taglio o di frattura, che funzionano come area di blocco e impediscono l'ulteriore propagazione. Si possono originare anche zone di compressione.

## Composizione
C'è un generale accordo sul fatto che la fossa assiale del Mar Rosso sia stata originata dall'espansione del fondale oceanico e pertanto vi sia della crosta oceanica sottostante, anche se la natura di questa crosta al di sotto della linea principale di faglia e delle piane costiere del Mar Rosso è ancora controversa e oggetto di diverse ipotesi.
Secondo una teoria, la crosta oceanica è sottostante all'intero bacino del Mar Rosso, mentre secondo un'altra ipotesi la fossa principale si trova solo parzialmente sovrastante alla crosta oceanica. Una terza ipotesi ritiene che, al di fuori dell'avvallamento principale, la crosta abbia una composizione continentale, con la presenza di dicchi basaltici; un'altra interpretazione suggerisce che la crosta alla base del rift consista di meta-sedimenti in diretto contatto con la parte superiore del mantello terrestre.
Tutti i dati geofisici misurati nella faglia assiale rivelano velocità sismiche tipiche della crosta oceanica. Tuttavia la spaccatura principale è caratterizzata da un elevato grado di variazione laterale, con drastici cambiamenti delle velocità nel basamento da tipici comportamenti continentali a quelli oceanici.

## Attività vulcanica
La zona del rift include l'isola di Jabal al-Tair, formata dall'omonimo stratovulcano basaltico, situata a nordovest dello stretto di Bab el-Mandeb, a metà strada tra Yemen e Eritrea. L'ultima eruzione del vulcano è avvenuta il 30 settembre 2007 dopo 124 anni di dormienza.

## Risorse
La depressione assiale del rift è la sede della prima sorgente idrotermale calda scoperta sul fondale marino. I lavoratori presenti in questa zona tra il 1949 e gli anni 1960 confermavano la presenza di sorgenti idrotermali sottomarine con acqua a 60 °C di temperatura, associate a fanghi metalliferi. Le emissioni calde avvenivano da un rift sottomarino attivo.